# Estatura baja
Una persona se dice que tiene estatura baja (también, talla baja o altura baja) cuando su estatura es significativamente menor que la media para su sexo y edad en la sociedad en la que vive. El límite que separa la estatura normal de la estatura baja depende del contexto. Esta falta de precisión da lugar a desacuerdos acerca de cuán bajo debe ser un individuo para ser considerado bajo.
En un contexto médico, la estatura baja se define habitualmente como una talla adulta que está más de dos desviaciones típicas por debajo de la media para su sexo y edad, el cual corresponde al 2,3% de individuos más bajo de la sociedad.  En países desarrollados, esto se traduce en hombres adultos que miden menos de 165 cm y mujeres adultas que miden menos de 155 cm, en comparación con una media de unos 175 cm y 160 cm respectivamente.

## Causas

Estatura femenina por edad en Estados Unidos (US CDC). Se suele considerar como estatura baja aquella por debajo del tercer percentil (P3).

Estatura masculina por edad en Estados Unidos (US CDC).

La estatura baja en niños y jóvenes (véase también Estatura baja en edad pediátrica) casi siempre es el resultado de un crecimiento por debajo de la media durante la infancia, mientras que en adultos mayores se trata habitualmente de pérdida de estatura debido a la cifosis de la columna vertebral o al aplastamiento vertebral de la osteoporosis.
Desde una perspectiva médica, la estatura baja severa puede deberse a la interacción de múltiples genes. También puede deberse a una o más condiciones tales como la deficiencia hormonal prolongada, la malnutrición, el estrés infantil (por ejemplo, debido al maltrato), una enfermedad (ya sea genética, congénita o adquirida después del nacimiento), una deleción cromosómica o una fusión ósea prematura, entre otras causas posibles.
La deficiencia de hormona del crecimiento humano puede producirse en cualquier momento de la infancia. Su consecuencia más obvia es una ralentización notable del crecimiento. Esta deficiencia puede ser genética.
Aparte de la deficiencia de hormona del crecimiento humano, la estatura baja puede estar causada por el síndrome de Turner, la insuficiencia renal crónica, el síndrome de Prader-Willi, porque el feto ya era pequeño para la edad gestacional o por otras condiciones. Cuando se desconoce la causa, se denomina estatura baja idiopática.

## Baja estatura en la sociedad
Desde un punto de vista sociocultural, la baja estatura puede ser un problema independientemente de la causa, ya que, en muchas sociedades, hay ventajas asociadas a la estatura alta y desventajas asociadas a la estatura baja. (Véase discriminación por estatura)
Las compañías farmacéuticas Genentech y Eli Lilly, fabricantes de hormona del crecimiento humano, han tratado de medicalizar la estatura baja difundiendo al público que la estatura baja es una enfermedad en lugar de una variación natural en la estatura humana.  Limitar las ventas de la hormona a niños diagnosticados con deficiencia de hormona del crecimiento, en vez de a cualquier niño que sea de talla baja independientemente del motivo, limitaba su mercado de ventas.  Expandiéndolo a todos los niños cuya altura era bajo el tercer percentil crearía 90.000 clientes nuevos y 10 mil millones de dólares de ingresos. A principios de los años 1990, pagaron a dos organizaciones no gubernamentales (ONG) de los Estados Unidos, la Fundación del Crecimiento Humano y la Fundación MAGIC, para medir la talla de miles de niños estadounidenses en escuelas y sitios públicos, y para enviar cartas solicitando consultas médicas para los niños cuya altura fue considerada baja. No se informó a los padres ni a los colegios de que las ONG recibían ingresos de las farmacéuticas por hacer esto.
Junto con una campaña para anunciar la hormona a los médicos, la campaña resultó exitosa, y decenas de miles de niños se sometieron a tratamiento de hormona del crecimiento. Cerca de la mitad de ellos no tenían deficiencia de esta hormona, y por tanto se beneficiaron entre poco y nada de las inyecciones. Las críticas del programa de exploración universal finalmente dieron lugar a su final.

## Historia
En Gran Bretaña, durante la Primera Guerra Mundial, la estatura mínima para los soldados era de 5 pies y 3 pulgadas (160 cm). Por ello, miles de los hombres por debajo de este límite quedaron excluidos de la posibilidad de participar en la guerra. A raíz de presiones para dejarles participar, se crearon batallones especiales, denominados «Bantam Battalions», compuestos por hombres de entre 5 pies y 0 pulgadas (153 cm) y 5 pies y 3 pulgadas (160 cm). Para cuando terminó la guerra, había 29 de estos batallones, con unos 1000 soldados cada uno. Los oficiales, sin embargo, eran de estatura promedio.